# شبيب بن البرصاء
شبيب بن البرصاء (توفي عام 100 هـ) شاعر إسلامي من شعراء الدولة الأموية، كان من أشراف قومه وسادتهم. اشتهر بنسبته إلى أمه أمامة (أو قرصافة) بنت الحارث بن عوف المري، كان بينه وبين ابن خالته عقيل بن علفة المري منافرة ومهاجاة. اشتهر بهجائه اللاذع.

## نسبه
هو شبيب بن يزيد بن جمرة بن عوف بن أبي حارثة بن مرة بن نشبة بن غيظ بن مرة بن سعد بن ذبيان. وأمه هي البرصاء، واسمها قرصافة بنت الحارث بن عوف بن أبي حارثة، ولقبت قرصافة بـ «البرصاء» لبياضها، وليس لأنه كان بها برص، وقيل: إن النبي صلى الله عليه وسلم هم بأن يتزوجها. وهو ابن خالة عقيل بن علفة المري، وأم عقيل هي عمرة بنت حارثة بن عوف.

## حياته
هاجى عقيل بن علفة المري وشبيب شاعر فصيح إسلامي من شعراء الدولة الأموية، بدوي لم يحضر إلا وافداً أو منتجعاً. وكان يهاجي عقيل بن علفة ويعاديه لشراسة كانت في عقيل وشر عظيم، وكلاهما كان شريفاً سيداً في قومه، في بيت شرفهم وسؤددهم. وكان شبيب أعور، أصاب عينه رجل من طيء في حرب كانت بينهم.
هاجى أرطأة بن سهية المري دخل أرطأة بن سهية على عبد الملك بن مروان وكان قد هاجى شبيب بن البرصاء فأنشده قوله فيه:
فقال له عبد الملك: كذبت! ثم أنشده البيت الآخر فقال:
فقال له عبد الملك: صدقت. وكان أرطأة أفضل من شبيب نفساً، وكان شبيب أفضل من أرطأة بيتاً.

## أخباره وأشعاره
فاخر عقيل بن علفة شبيب بن البرصاء فقال شبيب يهجوه، ويهجو غيظ بن مرة:
اجتمع عقيل بن علفة وشبيب بن البرصاء عند يحيى بن الحكم فتكلما في بعض الأمور، فاستطال عقيل على شبيب بالصهر الذي بينه وبين بني مروان وكان زوج ثلاثاً من بناته فيهم، فقال شبيب يهجوه:
وبنو قتال إخوة بني يربوع رهط عقيل بن علفة وهم قوم فيهم جفاء، قال أبو عمرو: مات رجل منهم فلفه أخوه في عباءة له، وقال أحدهما للآخر: كيف تحمله؟ قال: كما تحمل القربة. فعمد إلى حبل فشد طرفه في عنقه وطرفه في ركبتيه وحمله على ظهره كما تحمل القربة، فلما صار به إلى الموضع الذي يريد دفنه فيه حفر له حفيرةً، وألقاه فيها، وهال عليه التراب حتى واراه. فلما انصرفا قال له: يا هناه، أنسيت الحبل في عنق أخي ورجليه، وسيبقى مكتوفاً إلى يوم القيامة. قال: دعه يا هناه، فإن يرد الله به خيره يحلله.

خطب شبيب بن البرصاء إلى يزيد بن هاشم بن حرملة المري ابنته، فقال: هي صغيرة، فقال شبيب: لا ولكنك تبغي أن تردني، فقال له يزيد: ما أردت ذاك، ولكن أنظرني هذا العام، فإذا انصرم فعلي أن أزوجك. فرحل شبيب من عنده مغضباً، فلما مضى قال ليزيد بعض أهله: والله ما أفلحت! خطب إليك شبيب سيد قومك فرددته! قال: هي صغيرة، قال: إن كانت صغيرة فستكبر عنده. فبعث إليه يزيد: ارجع فقد زوجتك، فإني أكره أن ترجع إلى أهلك وقد رددتك، فأبى شبيب أن يرجع وقال:
كانت بين بنو كلب وقوم من قيس عيلان ديات، فمشى القوم إلى بعض من بني أمية يستعينون بهم في الحمالة، فحملها محمد بن مروان كلها عن الفريقين، ثم تمثل بقول شبيب ابن البرصاء:
ولقد وقفت النفس عن حاجاتـهـا
والنفس حاضرة الشعاع تطـلـع
وغرمت في الحسب الرفيع غرامةً
يعيا بها الحصر الشحيح ويظلـع
إني فتًى حـر لـقـدري عـارف
أعطي به وعليه مـمـا أمـنـع
- نزل شبيب بن البرصاء وأرطأة بن زفر وعويف القوافي برجل من أشجع كثير المال يسمى علقمة، فأتاهم بشربة لبن ممذوقةٍ ولم يذبح لهم، فلما رأوا ذلك منه قاموا إلى رواحلهم فركبوها ثم قالوا: تعالوا حتى نهجو هذا الكلب. فقال شبيب:

أفي حدثان الدهر أم في قـديمـه
تعلمت ألا تقري الضيف علقما؟
وقال أرطأة:
لبثنا طـويلاً ثـم جـاء بـمـذقةٍ
كماء السلا في جانب القعب أثلما
وقال عويف:
فلما رأينا أنه شر مـنـزلٍ
رمينا بهن الليل حتى تخرما
- غاب شبيب بن البرصاء عن أهله غيبة ثم عاد بعد مدة وقد مات جماعة من بني عمه فقال شبيب يرثيهم:

تخرم الدهر إخواني وغادرني
كما يغادر ثور الطارد الفـئد
إني لباقٍ قليلاً ثم تـابـعـهـم
ووارد منهل القوم الذي وردوا
- هاجى شبيب بن البرصاء رجلاً من بني غني ، فأعانه أرطأة ابن سهية على شبيب، فقال شبيب:

لعمري لئن كانت سهية أوضعت
بأرطأة في ركب الخيانة والغدر
فما كان بالطرف العتيق فيشترى
لفحلته، ولا الجـواد إذا يجـري
أتنصر مني معشراً لست منـهـم
وغيرك أولى بالحياطة والنصر !
- استعدى رهط أرطاة بن سهية على شبيب بن البرصاء إلى عثمان بن حيان المري وقالوا له: يعمنا بالهجاء ويشتم أعراضنا، فأمر بإشخاصه إليه فأشخص ودخل إلى عثمان وقد أتى بثلاثة نفر لصوص قد أفسدوا بالأرض يقال لهم بهدل ومثغور وهيصم، فقتل بهدلاً وصلبه وقطع مثغوراً والهيصم، ثم أقبل على شبيب فقال: كيف تسب أعراض قومك وتستطيل عليهم! اقسم قسماً حقاً لئن عاودت هجاءهم لأقطعن لسانك، فقال شبيب:

سجنت لساني يابن حيان بعدمـا
تولى شبابي، إن عقدك محكم
وعيدك أبقى من لساني قـذاذةً
هيوباً، وصمتا بعد لا يتكـلـم
رأيتك تحلو لي إذا شئت لامرئٍ
ومراً مراراً فيه صاب وعلقم
وكل طريدٍ هالك مـتـحـير
كما هلك الحيران والليل مظلم
أصبت رجالاً بالذنوب فأصبحوا
كما كان مثغور عليك وهيصم
خطاطيفك اللاتي تخطفن بهدلاً
فأوفى به الأشراف جذع مقوم
يداك يدا خير وشرٍ فمنهـمـا
تضر وللأخرى نوال وأنعـم
- استاق دعيج بن سيف بن جذيمة بن وهب الجرمي الطائي إبل شبيب بن البرصاء فذهب بها، وخرج بنو البرصاء في الطلب، فلما واجهوا بني جرم قال شبيب: اغتنموا بني جرم، فقال أصحابه: لسنا طالبين إلا أهل القرحة، فمضوا حتى أتوا دعيجاً وهو برأس الجبل، فناداه شبيب: يا دعيج، إن كانت الطراف حية فلك سائر الإبل، فقال: يا شبيب تبصر رأسها بين سائر الإبل، فنظر فأبصرها، فقال شبيب: شدوا عليه واصعدوا وراءه، فأبوا عليه، فحمل شبيب وحده، ورماه دعيج فأصاب عينه، فذهب بها وكان شبيب أعور ثم عمي بعد ما أسن، فانصرف وانصرف معه بنو عمه، وفاز دعيج بالأبل، فقال شبيب:

أمرت بني الرصـاء يوم حـزابةٍ
بأمرٍ جميع لم تشتت مـصـادره
بشول ابن معروف وحسان بعدما
جرى لي يمن قد بدا لي طـائره
أيرجع حر دون جرم ولـم يكـن
طعان ولا ضرب يذعذع عاسره؟
فأذهب عيني يوم سفح سـفـيرةٍ
دعيج بن سيف، أعوزته معاذره
ولما رأيت الشول قد حال دونهـا
من الهضب مغبر عنيف عمائره
وأعرض ركن من سفيرة يتقـى
بشم الذرا لا يعبد اللـه عـامـره
أخذت بني سيفٍ ومالك مـوقـعٍ
بما جرى مولاهم وجرت جرائره
ولو أن رجلي يوم فر ابن جوشنٍ
علقن ابن ظبي أعوزته مغـاوره
- هجا أرطاة بن سهية شبيب بن البرصاء ونفاه عن بني عوف فقال:

فلو كنت عوفياً عميت وأسهلت
كداك ولكن المريب مـريب
فعمي شبيب بن البرصاء بعد موت أرطاة بن سهية، فكان يقول: ليت ابن سهية حياً حتى يعلم أني عوفي، قال: والعمى شائع في بني عوف، إذا أسن الرجل منهم عمي، وقل من يفلت من ذلك منهم .
- أنشد الأخطل عبد الملك بن مروان قوله:

بكر العواذل أذا يبتدرن ملامتي
والعاذلون فكلهم يلـحـانـي
في أن سبقت بشربة مـقـديةٍ
صرفٍ مشعشعةٍ بماء شنـان
فقال له عبد الملك: شبيب بن البرصاء أكرم منك وصفا لنفسه حيث يقول:
وإني لسهل الوجه مـجـلـسـي
إذا أحزن القاذورة المتـعـبـس
يضيء سنا جودي لمن يبتغي القرى
وليل بخيل القوم ظلماء حـنـدس
ألين لذي القربى مراراً وتلـتـوي
بأعناقي أعدائي حبـال تـمـرس
وكان عبد الملك يتمثل بشعره في بذل النفس عند اللقاء ويعجب به وكان يتمثل بقول شبيب :
دعاني حصن للفرار فسـاءنـي
مواطن أن يثنى علي فأشتـمـا
فقلت لحصنٍ نح نفسـك إنـمـا
يذود الفتى عن حوضه أن يهدما
تأخرت أستبقي الحياة فلـم أجـد
لنفسي حياةً مثل أن أتـقـدمـا
سيكفيك أطراف الآسـنة فـارس
إذا ريع نادى بالجواد وبالحمـى
إذا المرء لم يغش المكاره أوشكت
حبال الهوينى بالفتى أن تجذمـا
- قال خالد بن كلثوم: كان الذي هاج الهجاء بين شبيب بن البرصاء وعقيل بن علفة أنه كان لبني تشبة جار من بني سلامان بن سعد، فبلغ عقيلاً عنه أنه يطوف في بني مرة يتحدث إلى النساء فامتلأ عليه غيظاً، فبينا هو يوماً جالس وعنده غلمان له وهو يجز إبلاً له على الماء ويسمها إذ طلع عليه السلاماني على راحلته، فوثب عليه وهو وغلمانه فضربوه ضرباً مبرحاً، وعقر راحلته، وانصرف من عنده بشر، فلم يعد إلى ذلك الموضع، ولج الهجاء بينهما. وكان عقيل شرساً سيء الخلق غيوراً .